# X1-MA
「X1-MA」（朝: _지마、_ジマ）は、PRODUCE X 101の楽曲である。2019年3月21日に配信。

## 解説
Mnet企画、韓国放送の公開オーディション番組『PRODUCE X 101』のテーマ曲である。
「_지마（ジマ）」とは韓国語で「～しないで」という意味にあたり、「諦めないで」「世界に負けないで」「怖がらないで」「手放さないで」などの歌詞で練習生たちを応援するメッセージを盛り込んだ曲となっている。曲調はEDMをベースに、華やかなシンセポップとラテンを融合させ、フラメンコギターが加わっているのが特徴。

センターを決定するにあたり、放送前の収録において、練習生の中で能力等によりA〜XクラスのうちAクラスに仕分けされた練習生15名から視聴者投票によって選ばれた。投票の結果、センターは同番組の参加者であるソン・ドンピョが務めた。
韓国の音楽番組Mnet『M COUNTDOWN』で配信当日にあたる2019年3月21日放送分で初披露された（収録は2019年3月18日）。

## 参加メンバー
PRODUCE X 101の練習生による。詳細はPRODUCE X 101#参加メンバーの項を参照。